# マスタード・チョコレート
『マスタード・チョコレート』は、冬川智子による日本の漫画。2010年8月から2011年10月までソニー・デジタルエンタテインメント・サービスが運営する携帯サイト「ヒトコト」で配信されていた。
単行本は2012年にイースト・プレスより発行。
単行本の特徴として、表紙カバーの配色にタイトルにちなんだマスタード色とチョコレート色が用いられ、漫画の線が黒ではなくチョコレート色で印刷されている。そしてカバーを外すと作中で印象的なシーンの舞台の1つである海の写真が現れる仕様となっている。
2017年に実写映画化された。

## 受賞歴
- 第15回文化庁メディア芸術祭マンガ部門新人賞（2011年）[6][1]

## あらすじ
津組倫子は美術予備校に通う高校3年生。好きな色は「マスタード」と「チョコレート」。小学4年生の時に友人から仲間外れにされて以来、居心地の良い場所をうまく見つけられずに一人で過ごしている。しかし、予備校で出会った矢口海や浅野祐一、早川マリと関わっていく中で大学に進学し、友情と恋に巻き込まれながらも、いつの間にか居心地の良い場所を見つけていた。

## 主な登場人物
津組倫子（つぐみ りんこ）
本作の主人公。名前よりも名字の「つぐみ」の方で呼ばれることが多い（以降「つぐみ」で表記）。
小学2年生の頃に親しくなったみどりちゃんに小学4年生の時に「きもちわるい」と仲間外れにされて以来、居場所がうまく見つけられずに一人で過ごしている。
美大を目指し、高校3年生の夏から美術予備校に通う。
勉強ができ、予備校内の学科試験では1位だった。足の癖が悪い。
髪型はボブヘア。作者によると「ボブヘアは下を向くと左右に壁が出来てクラスの中で簡単に『ひとり』になれるので」とのこと。
森本カズヒトのひとりユニット「イグルー」の音楽が好きで、ずっと一人で小中高と苦痛だったが大学に行ってみたら居心地が良かった、という森本カズヒトのインタビュー記事内の言葉にシンパシーを覚え、触発されて大学への進学を志す。
高校卒業後は宇野美大に進学。
矢口海（やぐち うみ）
宇野美大に通う大学生。美術予備校の講師をしている。
予備校で周りと打ち解ける様子のないつぐみが気になる。
大学の学祭では自身が撮った風景の写真展を開いていた。
自宅のベランダでコーヒーブレイクをする習慣がある。
白石先生
美術予備校の講師。ヒゲと眼鏡が特徴。
浅野祐一（あさの ゆういち）
美術予備校でつぐみと出会う。世捨て人の様と評され、高校のクラスでは浮いているとのこと。
「イグルー」が好きでつぐみと打ち解ける。つぐみのことは「倫子さん」と呼ぶ。
高校卒業後はグラフィックが強いと言われる土岐美大に進学。同じクラスの「イグルー」ファンの「須藤さん」という女子と親しくなっていく。
早川マリ（はやかわ まり）
美術予備校でつぐみと出会う。
周りと打ち解けるのが苦手なつぐみにも屈託なく話しかける。
予備校時代からずっと矢口のことが好き。
高校卒業後は宇野美大に進学し、つぐみと同じクラスになり喜ぶ。
矢口の携帯電話につぐみの連絡先が登録されているのを見た翌日、つぐみに矢口とは距離を置いて自分を応援するよう依頼する。
甲斐真吾（かい しんご）
宇野美大のポートレートの授業でつぐみとペアになる。
佐々木美桜とは同じ予備校の浪人同士で仲は良いが交際はしていない。
つぐみに積極的に話しかけ、コミュニケーションを取る。
影のある女が好きらしい。
佐々木美桜（ささき みお）
宇野美大でつぐみと出会う。
甲斐真吾とは同じ予備校の浪人同士。
甲斐のことが好きな様子であるが、口では否定する。

## 書誌情報
- 冬川智子『マスタード・チョコレート』イースト・プレス、2012年4月14日。ISBN 978-4-7816-0730-6。 全1巻

## 映画
同名タイトルの映画が、2017年4月29日に公開。監督は笹木彰人、主演は山田菜々。
公開に先立ち2017年4月11日に完成披露試写会がシネマート新宿で開かれ、監督・出演者らが登壇した。
武蔵野美術大学が特別協力でロケ地になっている。そのため主人公・津組倫子が目指す大学が、原作の宇野美大から武蔵野美術大学に変更されている。加えてMOSHIMOが、劇中歌担当+バンド役で出演しており、劇中でつぐみの好きなアーティストが原作のイグルーからMOSHIMOに変更されている。

### 主な出演者
- 津組倫子：山田菜々
- 矢口海：太田基裕
- 浅野祐一：染谷俊之
- 甲斐真吾：神永圭佑
- 早川マリ：鈴木築詩
- 佐々木美桜：灯敦生
- ゆかり：池田恵理[25] - マリの友達
- 二階堂：林明寛 - 美術予備校講師
- 三田：村井良大 - 美術予備校講師
- 白石修二：大力[26] - 美術予備校講師

### スタッフ
- 原作 - 冬川智子
- プロデューサー - なるせゆうせい、渡邉直哉、長田安正、上野由洋
- 脚本 - なるせゆうせい
- 監督 - 笹木彰人
- 主題歌 - FABLED NUMBER「夜の鼓動」
- 劇中歌 - MOSHIMO「命短し恋せよ乙女」「猫かぶる」
- 宣伝・配給 - ユナイテッドエンタテインメント
- 製作制作 - 映画「マスタード・チョコレート」製作委員会（オフィスインベーダー、ユナイテッドエンタテインメント、パロマプロモーション、アジアピクチャーズエンタテインメント）